# Cabera bryantaria
Cabera bryantaria är en fjärilsart som beskrevs av Taylor 1906. Cabera bryantaria ingår i släktet Cabera och familjen mätare. Inga underarter finns listade i Catalogue of Life.